# Świstunka szarawa
Świstunka szarawa (Phylloscopus sindianus) – gatunek małego ptaka z rodziny świstunek (Phylloscopidae). Występuje w górach Kaukazu oraz zachodniej i środkowej Azji na wschód po zachodnie Chiny. Nie jest zagrożony wyginięciem.

## Taksonomia
Po raz pierwszy gatunek opisał William Edwin Brooks; opis ukazał się na łamach „Stray Feathers” w 1880. Holotyp pochodził z Sukkuru w Pakistanie. Autor zbadał więcej niż jednego osobnika. Nadał nowemu gatunkowi nazwę Phylloscopus sindianus. Jest ona obecnie (2024) podtrzymywana przez Międzynarodowy Komitet Ornitologiczny (IOC).
Świstunka szarawa bywała uznawana za jeden gatunek z pierwiosnkiem (P. collybita), jednak istnieją znaczące różnice w budowie, morfologii, głosie i mtDNA. Na obszarach, gdzie współwystępują te dwie świstunki, są one rozdzielone barierą wysokościową, np. w północno-wschodniej Turcji świstunki szarawe lęgną się wyżej niż pierwiosnki. Obecnie wyróżnia się dwa podgatunki P. sindianus.
- P. s. lorenzii (Lorenz, 1887) – świstunka gruzińska
- P. s. sindianus W.E. Brooks, 1880 – świstunka szarawa

Przedstawiciele P. s. lorenzii różnią się w głosie i nieco w genetyce od przedstawicieli podgatunku nominatywnego. Niektórzy autorzy uznawali te ptaki za osobne gatunki.

## Morfologia

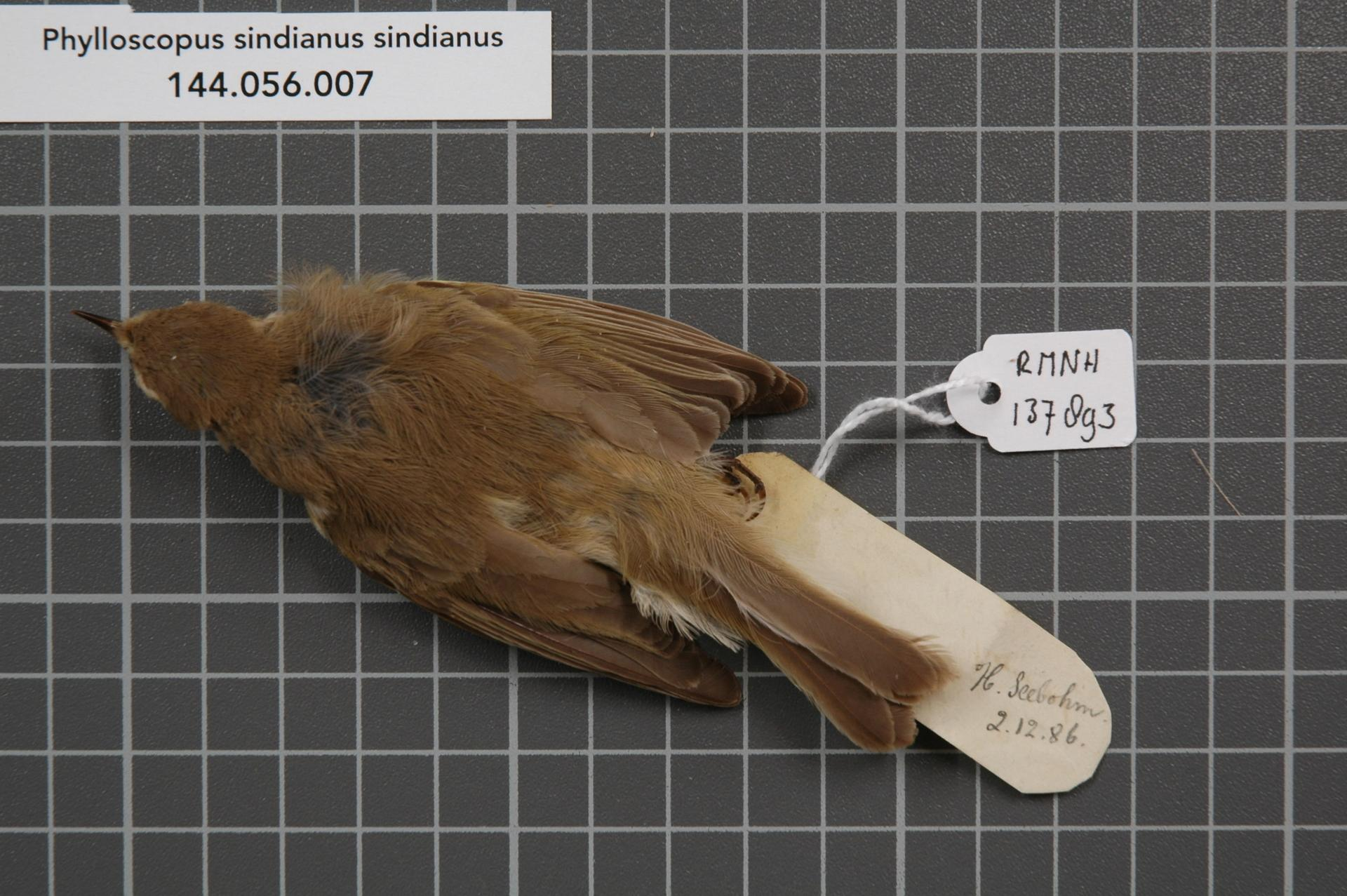
Okaz muzealny

Długość ciała wynosi 10,5–12 cm; masa: 5,5–8,5 g. U dorosłego wierzch ciała jednolicie szarobrązowy, niekiedy z oliwkowym nalotem na kuprze. Nie występuje w ogóle barwa oliwkowobrązowa. Brew jest dość długa i szeroka, łatwo widoczna. Z przodu biaława, nad i za okiem barwa przechodzi w płową. Kantarek czarniawy, jakby przydymiony; za okiem przechodzi w czarny pasek. Obrączka oczna płowobiała. Pokrywy szaropłowe z ciemniejszą otoczką. Spód ciała brudnobiały, z płowym nalotem na piersi i bokach. Pokrywy podogonowe i nogawice białobrązowe. Sterówki, lotki, pokrywy skrzydłowe i skrzydełko mają brązowooliwkowe krawędzie zewnętrzne, pokrywy skrzydłowe duże często zakończone są białawą lub szarą plamką, co stwarza wrażenie istnienia delikatnego paska skrzydłowego. Pokrywy podskrzydłowe jasnożółte, niekiedy kremowe. Dziób czarny, nasada żuchwy i krawędzie dzioba mają barwę żółtobrązową. Nogi czarne, czasami czarnobrązowe. Tęczówka ciemnobrązowa.
Długość skrzydła wynosi 48–63 mm u samca, 47–56 mm u samicy; długość ogona: 41–52 mm, dzioba: 10–12 mm, skoku: 18–20 mm.

## Zasięg występowania
Świstunki szarawe podgatunku nominatywnego zamieszkują góry Pamiro-Ałaj w Tadżykistanie na wschód po Tienszan, Kunlun, Ałtyn-Tag w chińskim regionie Sinciang oraz północno-zachodnie Himalaje w indyjskim stanie Himachal Pradesh i Kaszmirze. Zimą wędrują na niższe wysokości lub do wybrzeży Iranu, Omanu i pakistańskich prowincji Sindh i Pendżab.
Świstunki gruzińskie lęgną się od Kaukazu na południe do północno-wschodniej Turcji i północno-zachodniego Iranu. Zasięg poza sezonem lęgowym słabo poznany, prawdopodobnie zimują na niższych wysokościach na południe po Irak i Kuwejt.

## Ekologia i zachowanie
Środowiskiem życia tych ptaków są obszary górskie na wysokości 1000–4400 m n.p.m., takie jak zarośla wierzb i topoli, tamaryszków (wzdłuż strumieni), brzóz, sosen i olszy. Również zarośla rododendronów, wysokich traw, zakrzewione zbocza półpustynnych dolin górskich, sady i ogrody. Ogólne zachowanie podobne jest do pierwiosnka. Pieśń przypomina tę pierwiosnka. Zawołanie to płaczliwe, lekko dwusylabowe huit lub hłiit, podobne do tego pierwiosnka, ale zaczyna się na wyższej częstotliwości, która za to szybko spada. Świstunki szarawe jedzą małe owady i pajęczaki, prawdopodobnie jesienią również jagody. Ich odżywanie się jest słabo poznane.

## Status
IUCN uznaje świstunkę szarawą za gatunek najmniejszej troski (LC, Least Concern) nieprzerwanie od 2004 (stan w 2024). Liczebność światowej populacji wstępnie szacuje się na 460 000 – 1 829 999 dorosłych osobników. Ze względu na brak dowodów na spadki liczebności bądź istotne zagrożenia dla gatunku BirdLife International ocenia trend liczebności populacji jako prawdopodobnie stabilny.